# Metro de Chicago

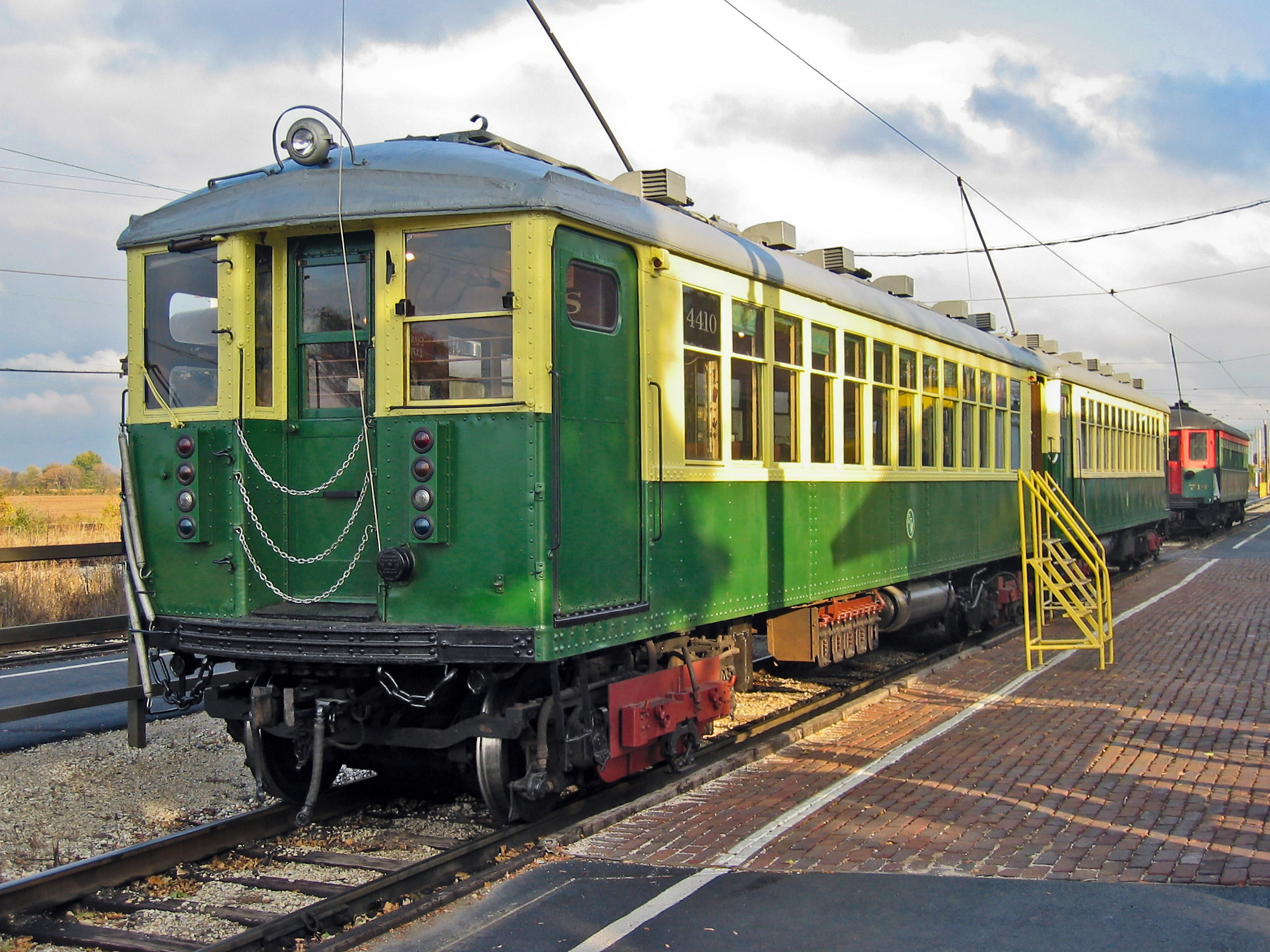
Histórico coche 4410.

El Metro de Chicago, conocido popularmente como el Chicago «L» —de elevated (en español: elevado)—, es un sistema de transporte rápido que presta servicio en el área metropolitana de Chicago (Estados Unidos). El metro es operado y está a cargo de la Autoridad de Tránsito de Chicago (CTA por sus siglas en inglés), siendo el tercer metro de Estados Unidos más transitado, por detrás de los metros de las ciudades de Nueva York y Washington D. C.. La sección más antigua del «L» data de 1892, por lo que constituye el segundo sistema de tránsito rápido de los Estados Unidos, solo por detrás del metro de Nueva York (donde las secciones elevadas todavía operativas datan de los 1880). Se le atribuye haber ayudado a crear el denso centro urbano de Chicago, que es una de las características distintivas de la ciudad. El sistema completo tiene una longitud total de 170,8 km (106,1 millas).

## Líneas
La red cuenta con siete líneas que se unen en un cuadrilátero (The Loop), localizado en el centro de la ciudad con posible combinación entre seis de las siete líneas. A continuación se muestran las líneas y sus estaciones:
- Línea Azul (Blue Line)
- Línea Rosa (Pink Line)
- Línea Marrón (Brown Line)
- Línea Verde (Green Line)
- Línea Naranja (Orange Line)
- Línea Púrpura (Purple Line)
- Línea Roja (Red Line)
- Línea Amarilla (Yellow Line)

### Línea Azul (Blue Line)
La línea azul se extiende desde el noroeste hacia el centro, y del centro al oeste, dividiéndose en dos ramas con una longitud de 43 kilómetros (26,93 millas), transportando un promedio de 128 343 pasajeros cada día de la semana.
Posee un tramo en trinchera abierta desde Forest Park hasta UIC-Halsted, un tramo subterráneo entre Clinton y Division, un tramo en viaducto elevado entre Damen y California, un corto tramo subterráneo entre Logan Square y Belmont, un segundo tramo en trinchera a cielo abierto entre Addison y Rosemont y, la estación terminal de O'Hare que se encuentra en un pequeño tramo subterráneo.

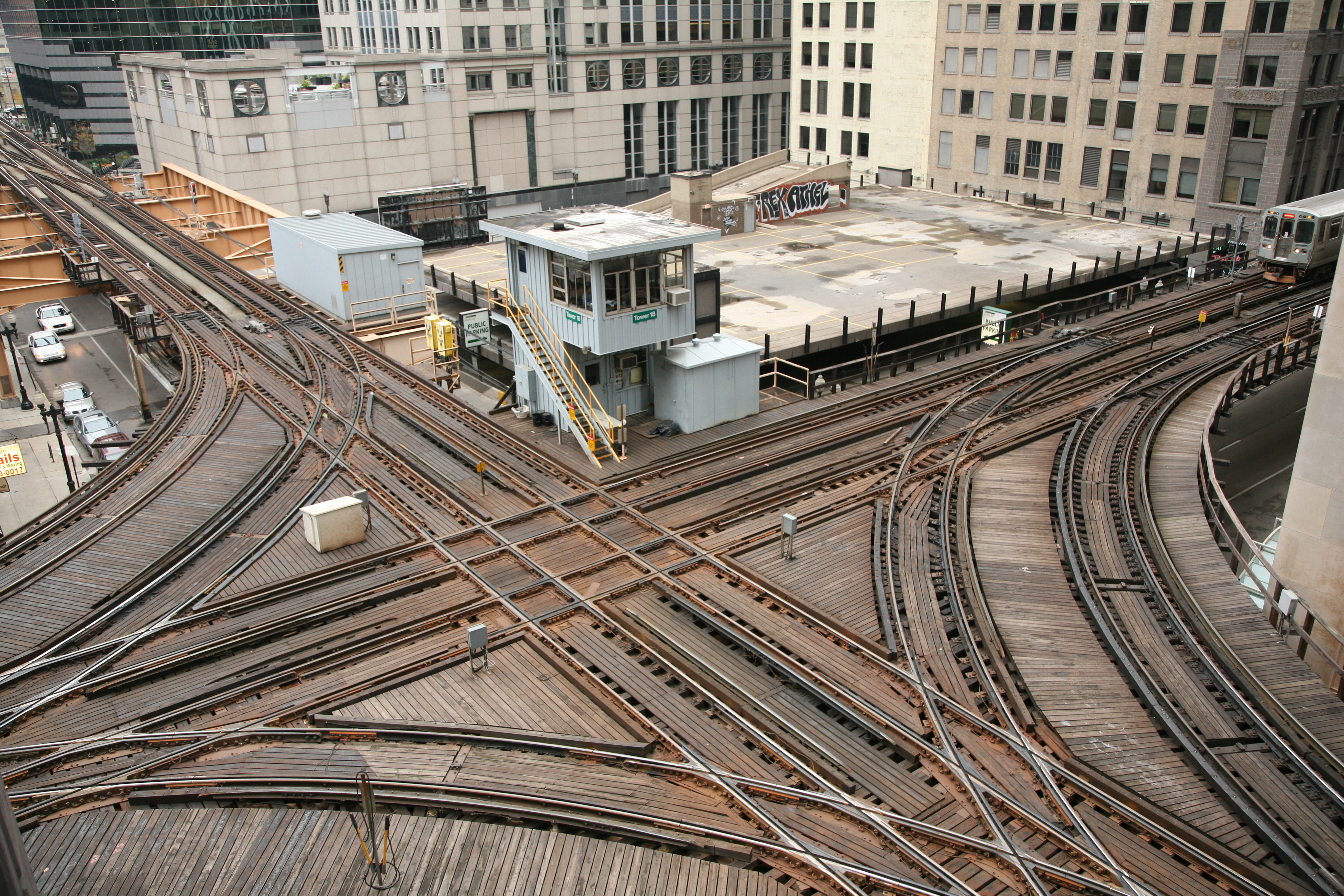
Ensambladura cruzada elevada en la esquina noroeste del «loop» de Chicago.

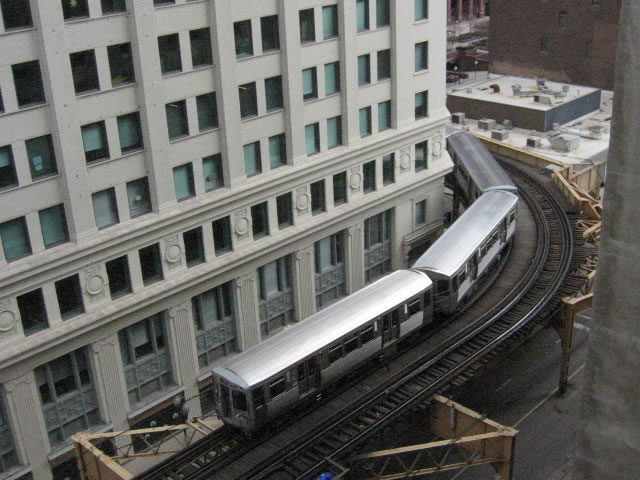
Tomando la curva en la esquina de la cuadrícula rectangular del sudoeste del «loop» de la ciudad de Chicago.

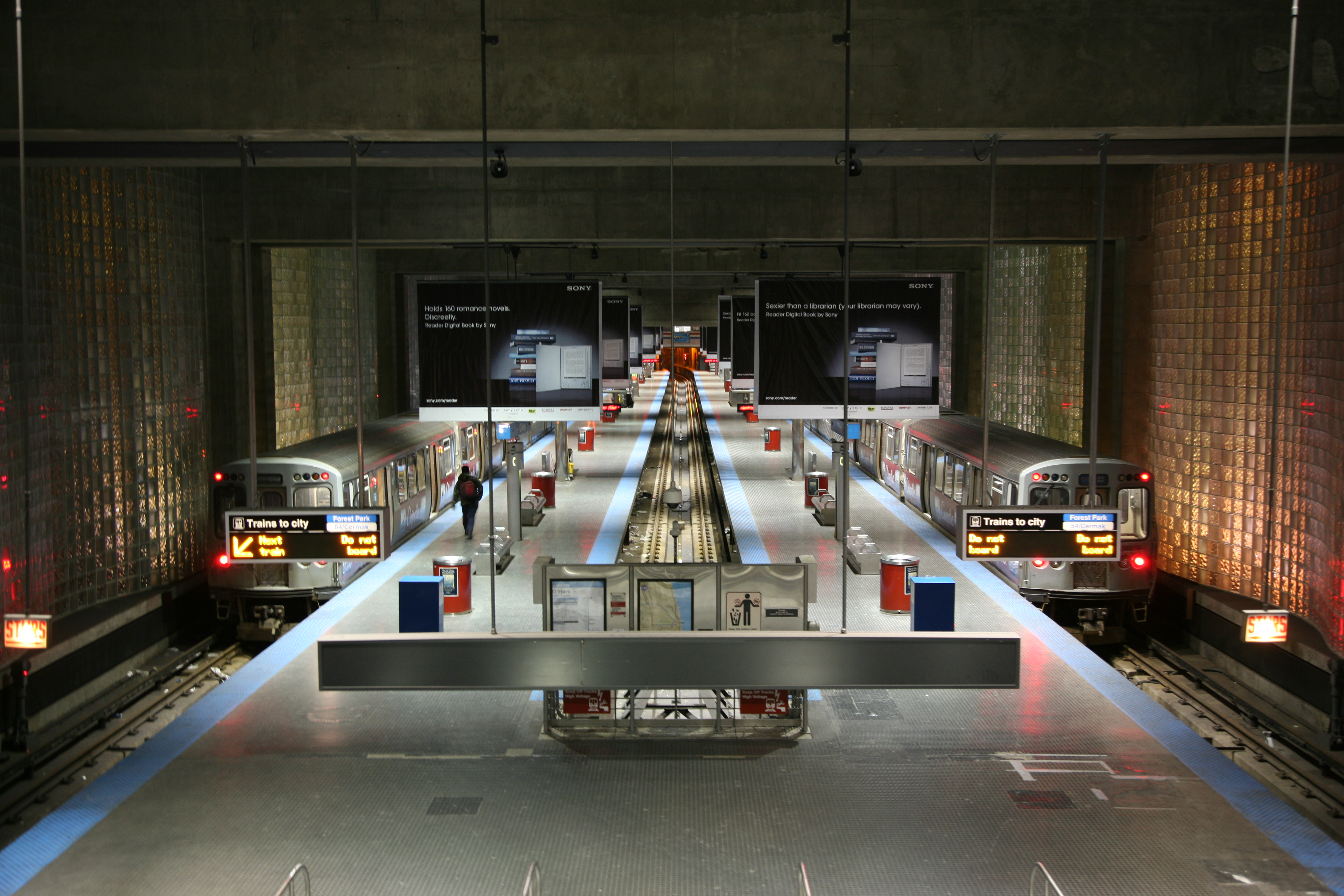
La línea Azul en la estación del aeropuerto O'Hare de Chicago.

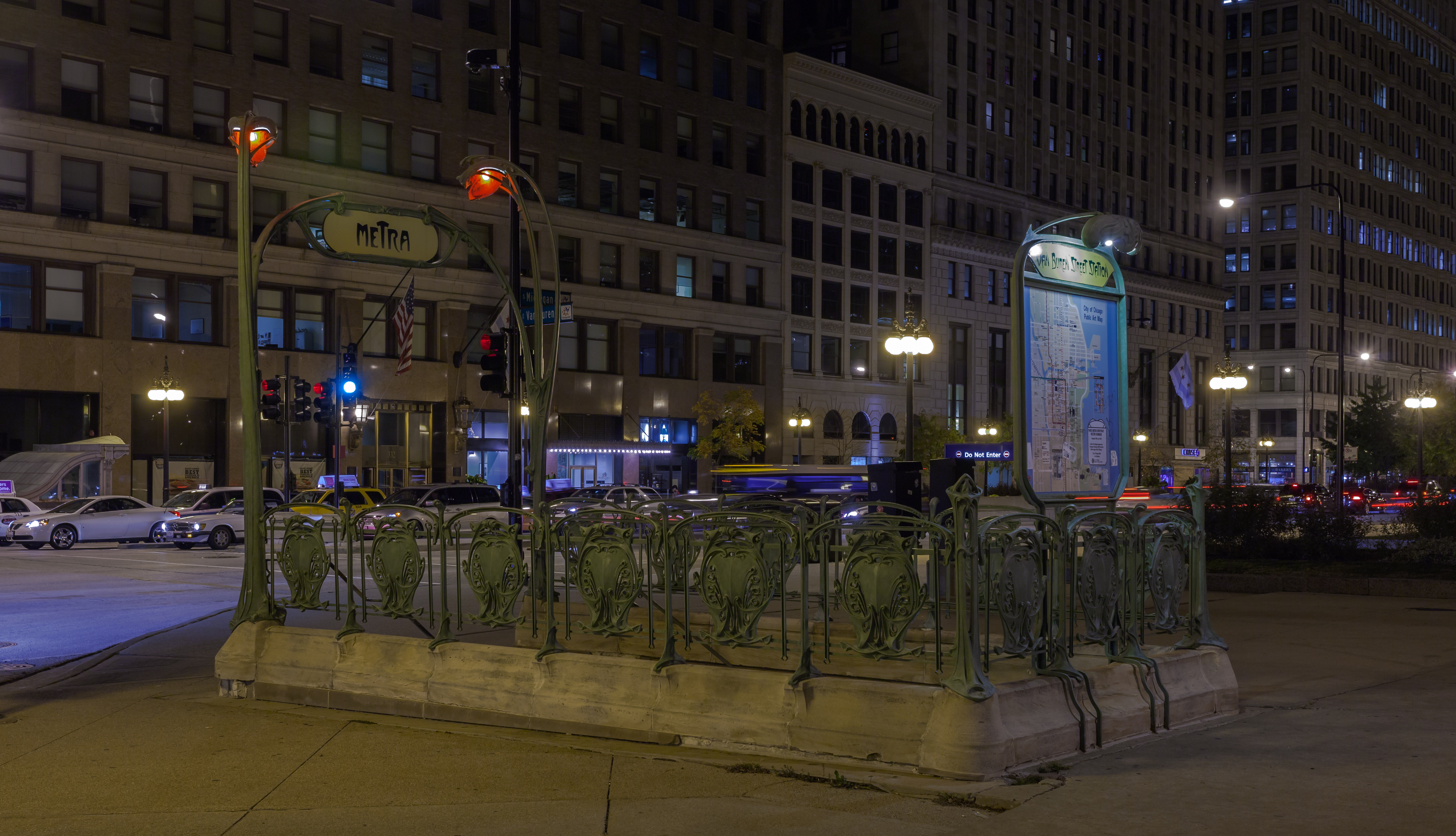
Estación de Van Buren Street, centro de Chicago.

Sus estaciones son las siguientes:
- O'Hare
- Rosemont
- Cumberland
- Harlem
- Jefferson Park
- Montrose
- Irving Park
- Addison
- Belmont
- Logan Square
- California
- Western
- Damen
- División
- Chicago
- Grand
- Clark
- Washington
- Monroe
- Jackson
- LaSalle
- Clinton
- UIC-Halsted
- Racine
- Illinois Medical District
- Western
- Kedzie-Homan
- Pulaski
- Cicero
- Austin
- Oak Park
- Harlem
- Forest Park

### Línea Rosa (Pink Line)
La línea rosa es la línea más joven de las líneas del Metro. El servicio empezó el 25 de junio de 2006. Empieza en el «Loop» y atraviesa junto con la línea verde. Después de la estación de Ashland, la línea conecta con la antigua Rama Cermak de la línea azul.
- 54th/Cermak
- Cicero
- Kostner
- Pulaski
- Central Park
- Kedzie
- California
- Western
- Hoyne
- 18th street
- Polk
- Ashland
- Morgan
- Clinton
- Clark
- State
- Washington/Wabash
- Adams
- Library
- LaSalle
- Quincy
- Washington/Wells

### Línea Marrón (Brown Line)

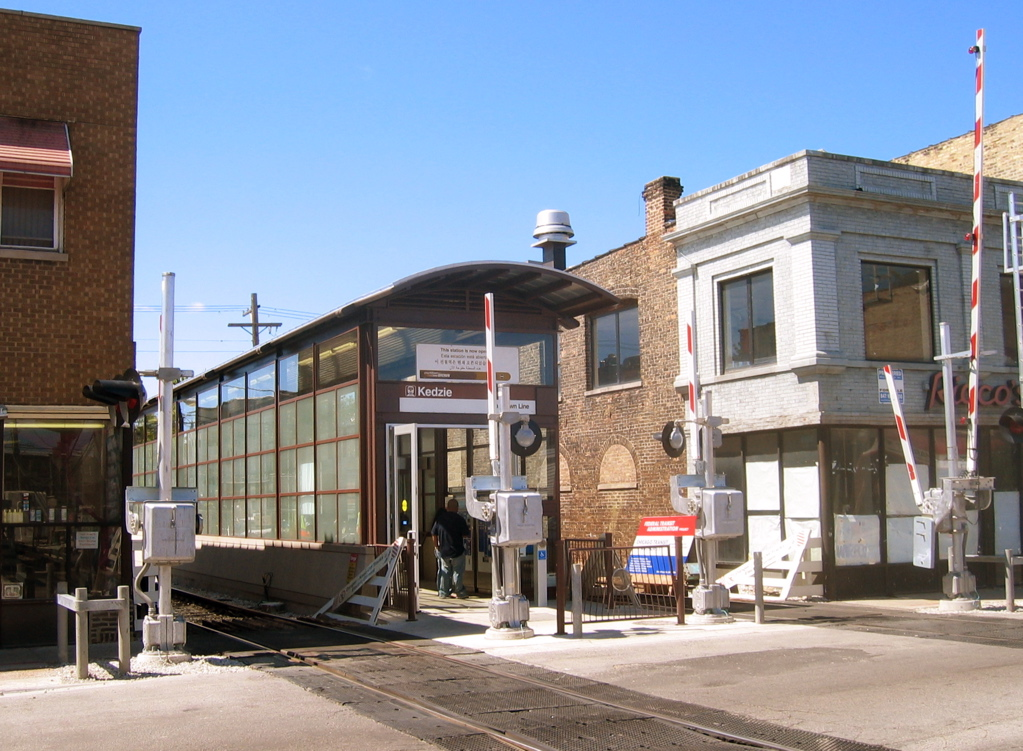
La Línea Marrón (Brown Line) atraviesa varios cruces con barreras. Aquí, la estación Kedzie.

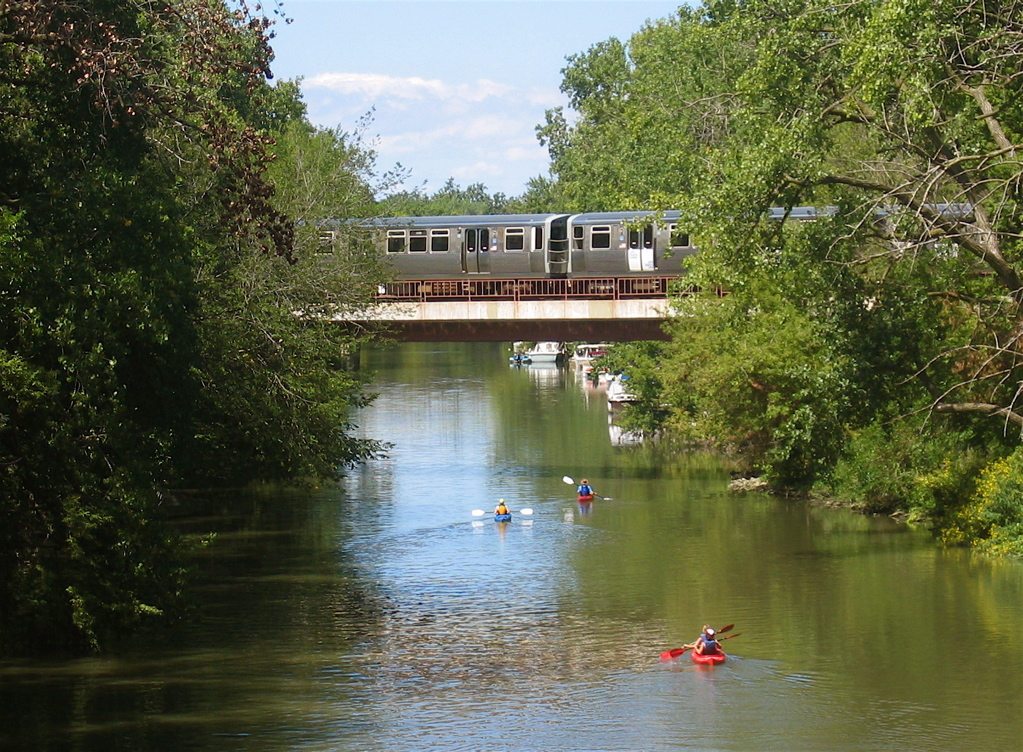
La Línea Marrón (Brown Line) del CTA, cruzando la rama norte del Río Chicago.

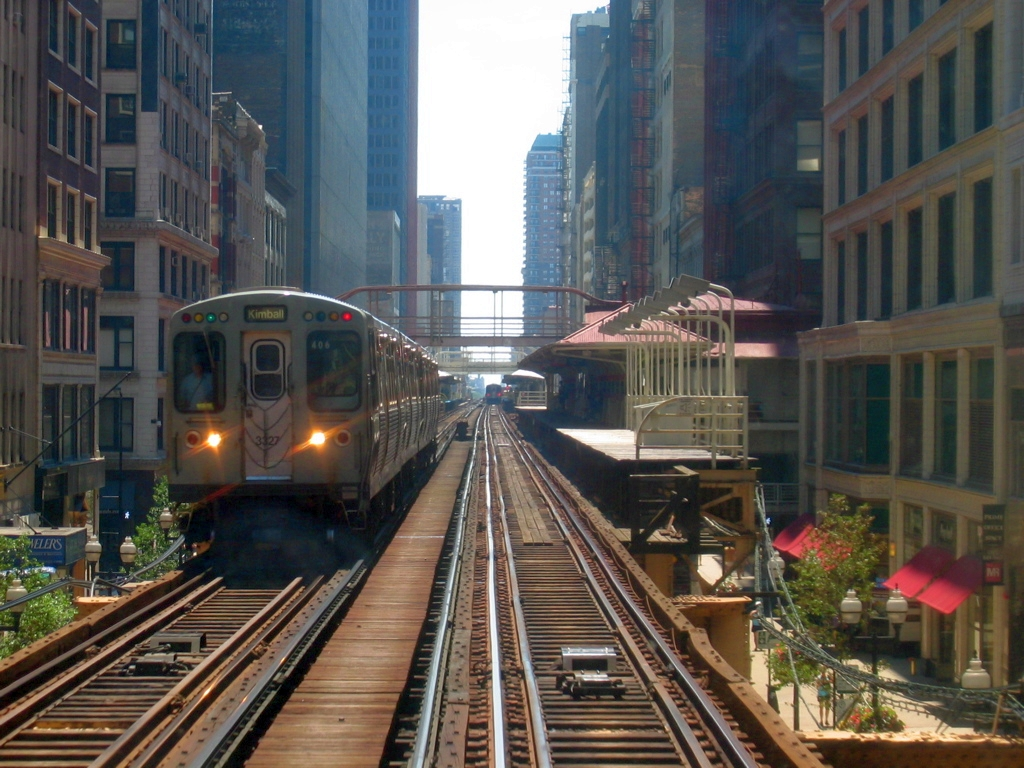
La Línea Marrón (Brown Line) en la estación elevada Madison/Wabash del «loop» de Chicago.

La línea marrón tiene más de un siglo de vida y desde el año 75 ha experimentado un crecimiento en torno al 85 % en su número de pasajeros, por lo que actualmente se está mejorando y renovando. Se extiende desde el «loop» del centro de la ciudad hacia el norte y serpentea hacia el noroeste, tiene una longitud de 18 kilómetros (11,4 millas) y transporta un promedio de 66 000 pasajeros al día, sus estaciones son las siguientes:
- Kimball
- Kedzie
- Francisco
- Rockwell
- Western
- Damen
- Montrose
- Irving Park
- Addison
- Paulina
- Southport
- Wellington
- Diversey
- Armitage
- Sedgwick
- Chicago
- Merchandise Mart
- Washington/Wells
- Quincy
- LaSalle
- Library
- Adams
- Washington/Wabash
- State
- Clark

### Línea Verde (Green Line)
La línea verde se extiende del oeste al centro, y del centro al sur, en este punto se divide en dos ramas, con una longitud de 30 kilómetros (20,8 millas), transportando un promedio de 39 685 pasajeros al día, sus estaciones son las siguientes:
- Harlem
- Oak park
- Ridgeland
- Austin
- Central
- Laramie
- Cicero
- Pulaski
- Kedzie
- California
- Ashland
- Clinton
- Clark
- State

- Washington
- Adams
- Roosevelt / Wabash
- Cermak–McCormick Place
- 35th-Bronzeville-IIT
- Indiana
- 43rd street
- 47th street
- 51st street
- Garfield

Rama Ashland (Ashland Branch):
- Halsted
- Ashland / 63rd

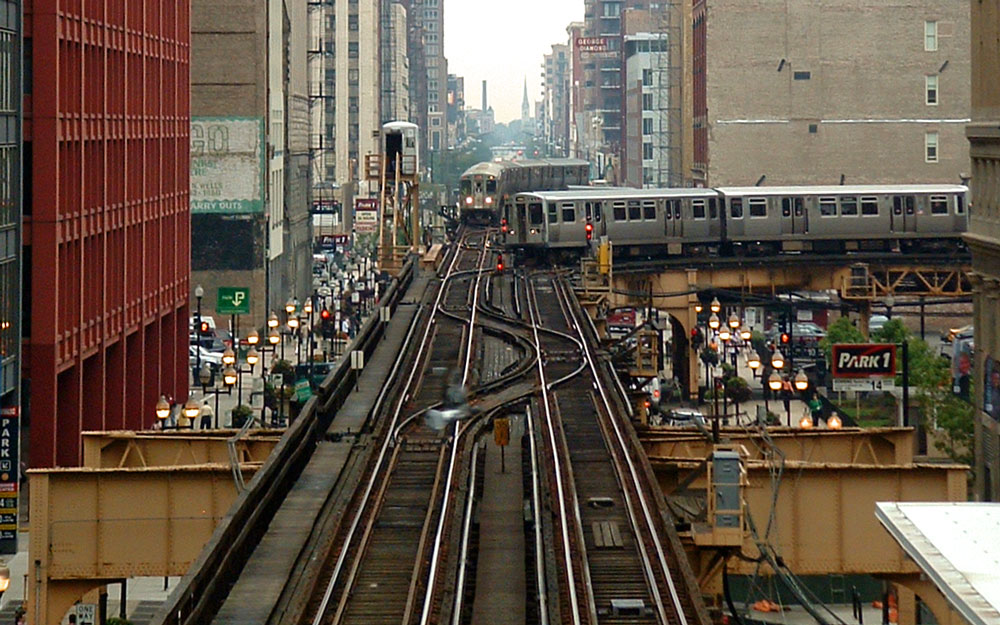
Sección de plataforma elevada en la esquina sudeste del «loop» de Chicago. Las centenarias plataformas de hierro se ubican a unos cinco metros sobre el nivel de las calles.

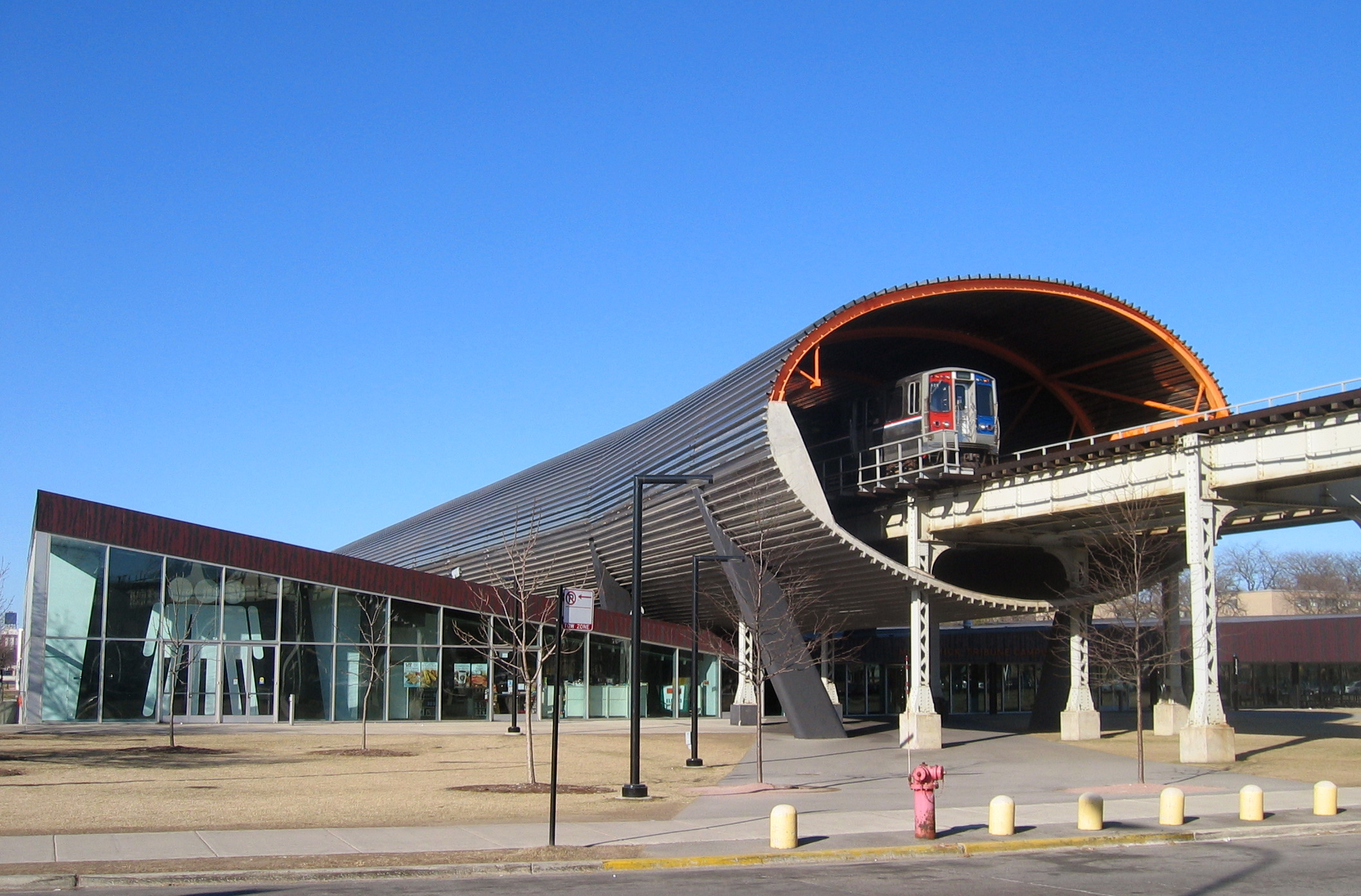
Estación McCormick Tribune Campus Center, la Línea Verde de los trenes elevados corren de norte y al sur a través del campus.

Rama East 63th st  (East 63rd Branch):
- King Dr
- Cottage Grove / East 63rd

### Línea Naranja (Orange Line)

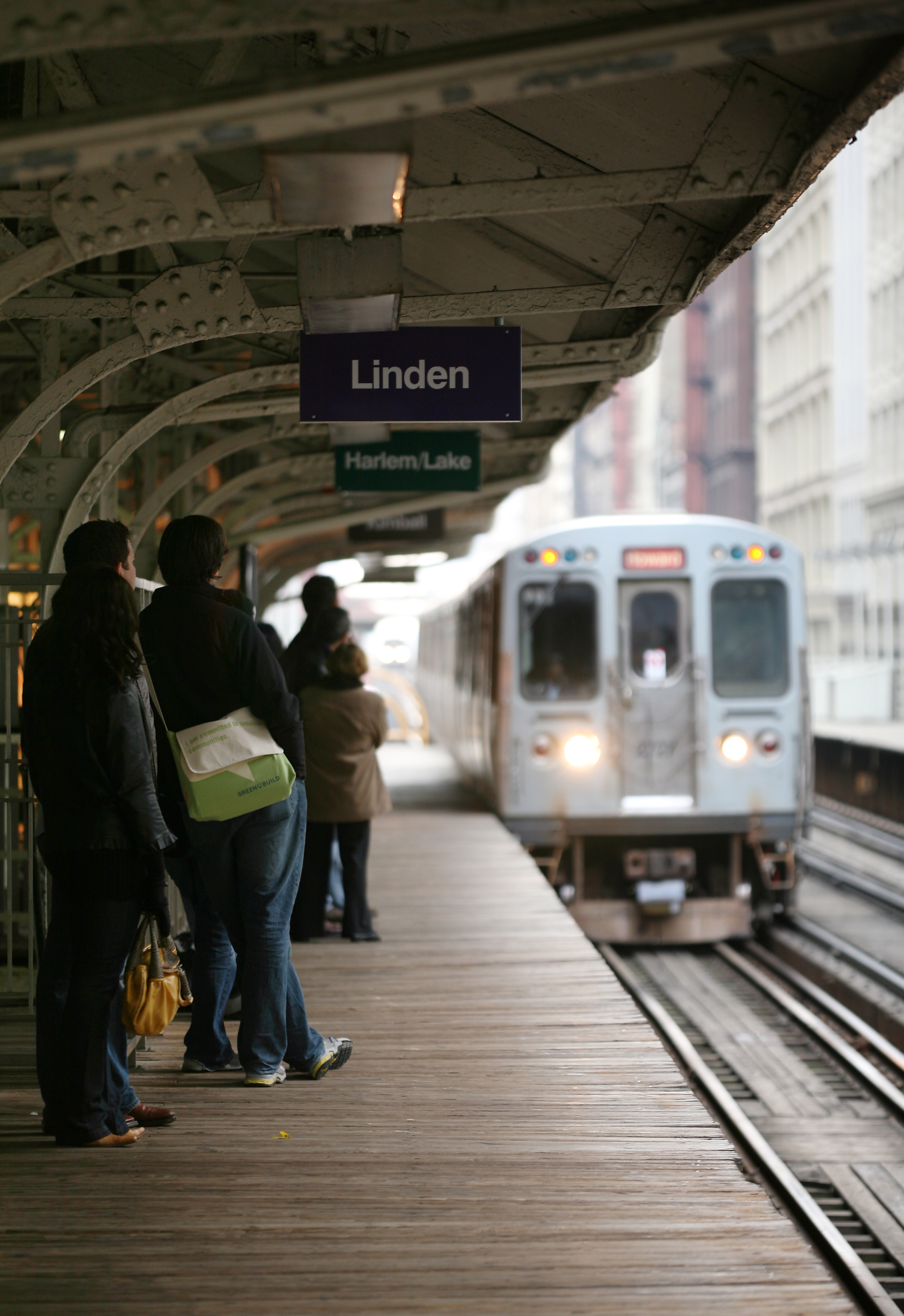
Estación Línea Naranja en el centro.

La Línea Naranja contiene una longitud de 21 kilómetros (13 millas), que se extiende desde el suroeste al centro, transporta un promedio de 30 111 pasajeros al día, sus estaciones son las siguientes:
- Midway
- Pulaski
- Kedzie
- Western
- 35st / Archer
- Ashland
- Halsted
- Roosevelt / Wabash
- Library
- LaSalle
- Quincy
- Washington/Wells
- Clark
- State
- Washington/Wabash
- Adams

### Línea Púrpura (Purple Line)

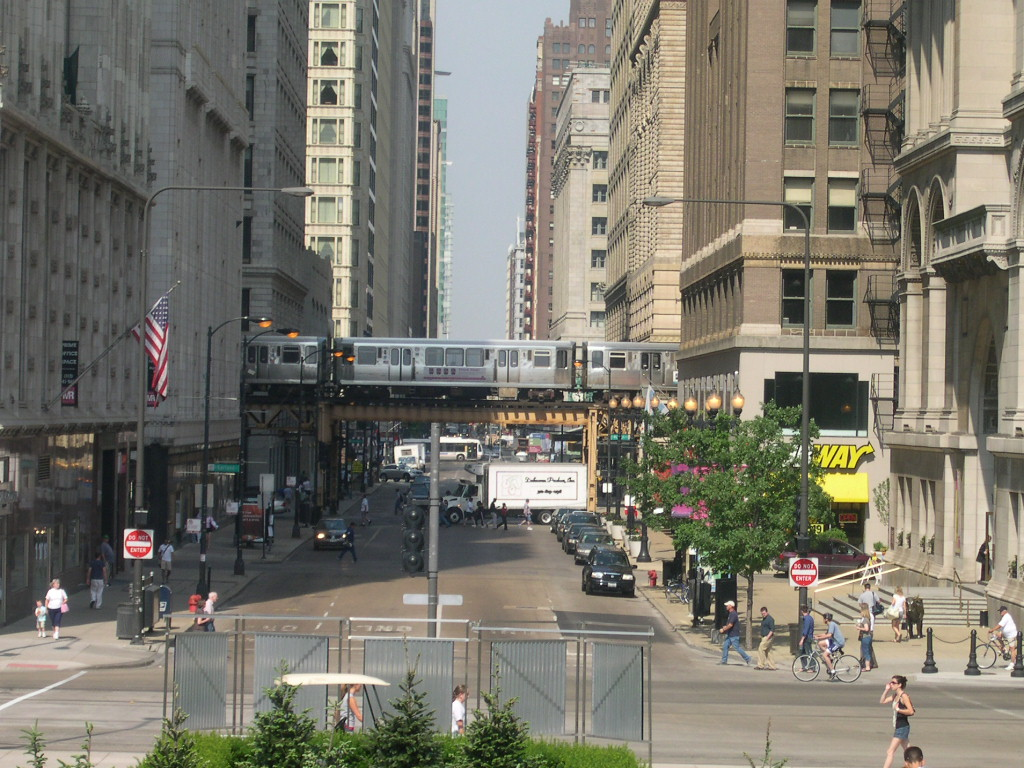
El Loop, vista desde el Millennium Park (Parque del Milenio). Intersección de las avenidas Washington y Michigan.

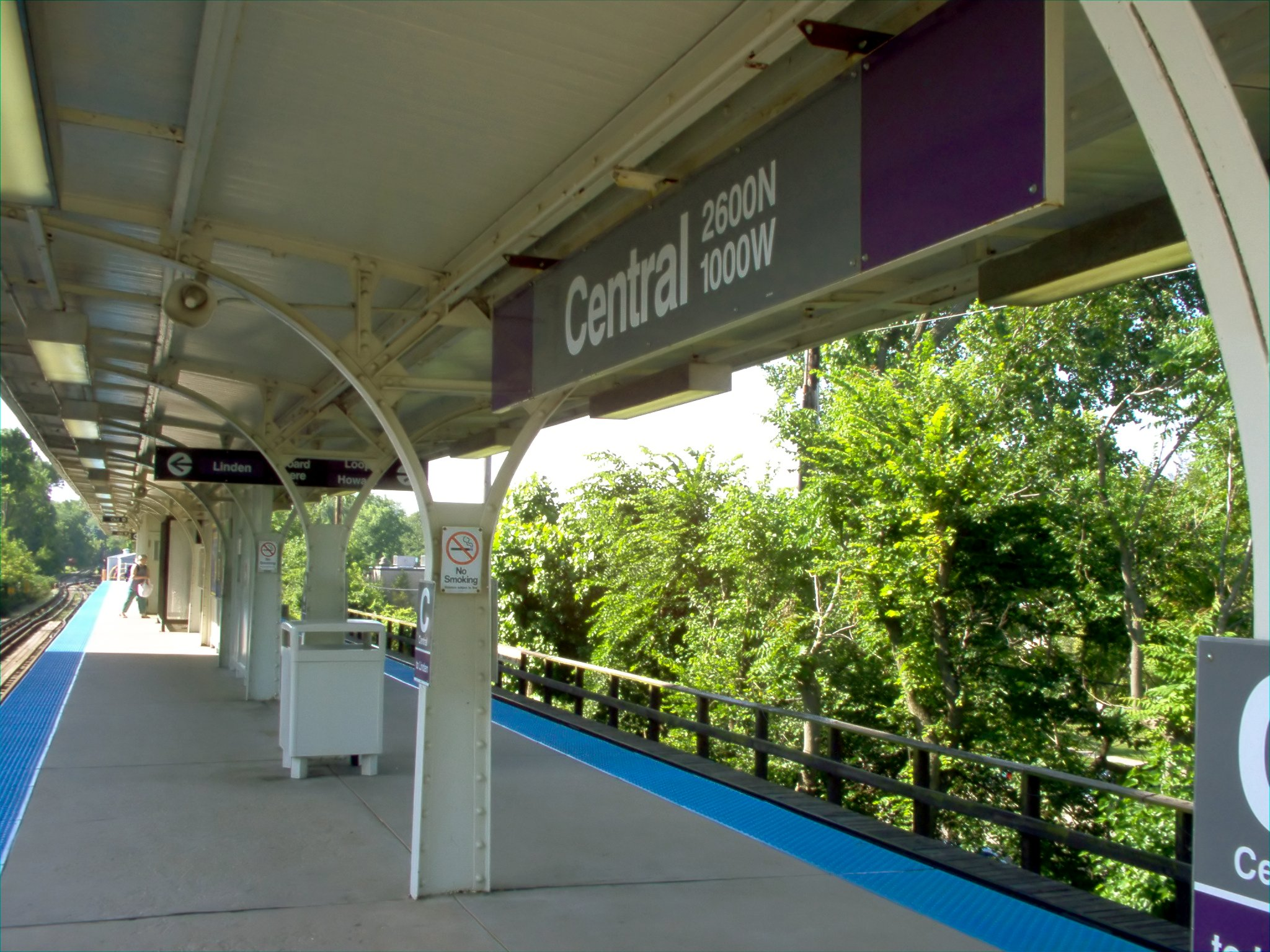
Estación Línea Púrpura (Purple Line) en Evanston, en las afueras de Chicago

La línea púrpura con una longitud de 6 kilómetros (3,9 millas) se divide en dos (aunque es una, se divide en dos sistemas) la línea expresa y la línea común, esta línea se extiende desde el centro al norte, transportando un promedio de 9956 pasajeros por día de semana, sus estaciones son las siguientes:
Línea común:
- Linden
- Central
- Noyes
- Foster
- Davis
- Dempster
- Main
- South Boulevard
- Howard

Línea expresa:
- Howard
- Wilson
- Belmont
- Wellington
- Diversey
- Fullerton
- Armitage
- Sedgwick
- Chicago
- Merchandise Mart
- Washington/Wells
- Quincy
- LaSalle
- Library
- Adams
- Washington/Wabash
- State
- Clark

### Línea Roja (Red Line)

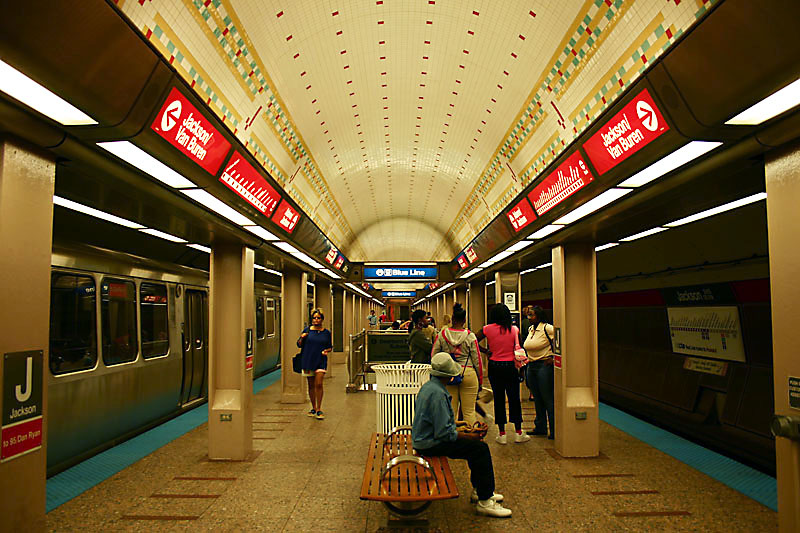
Jackson de la Línea Roja del Chicago 'L'

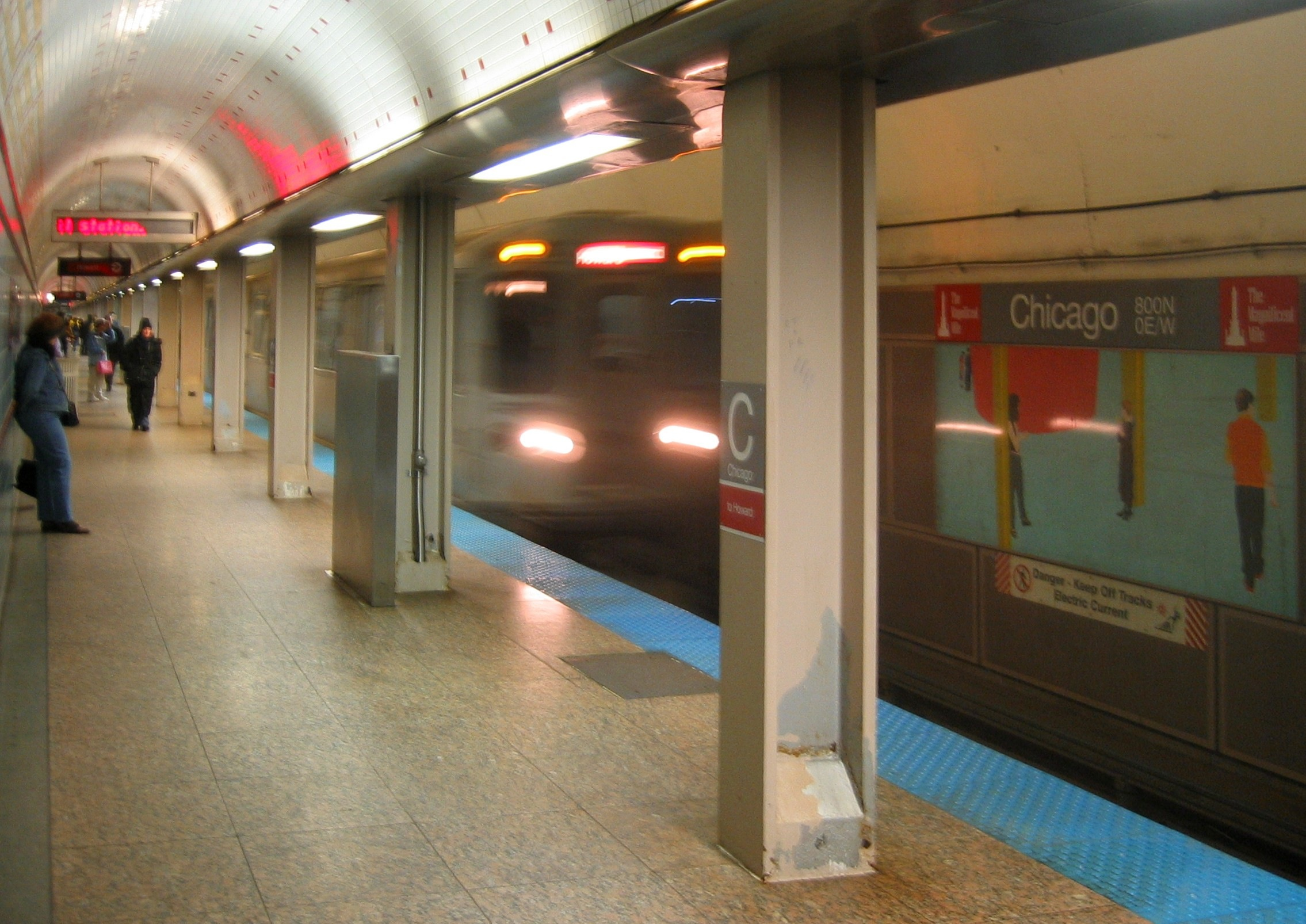
Estación Chicago de la sección subterránea de la Línea Roja

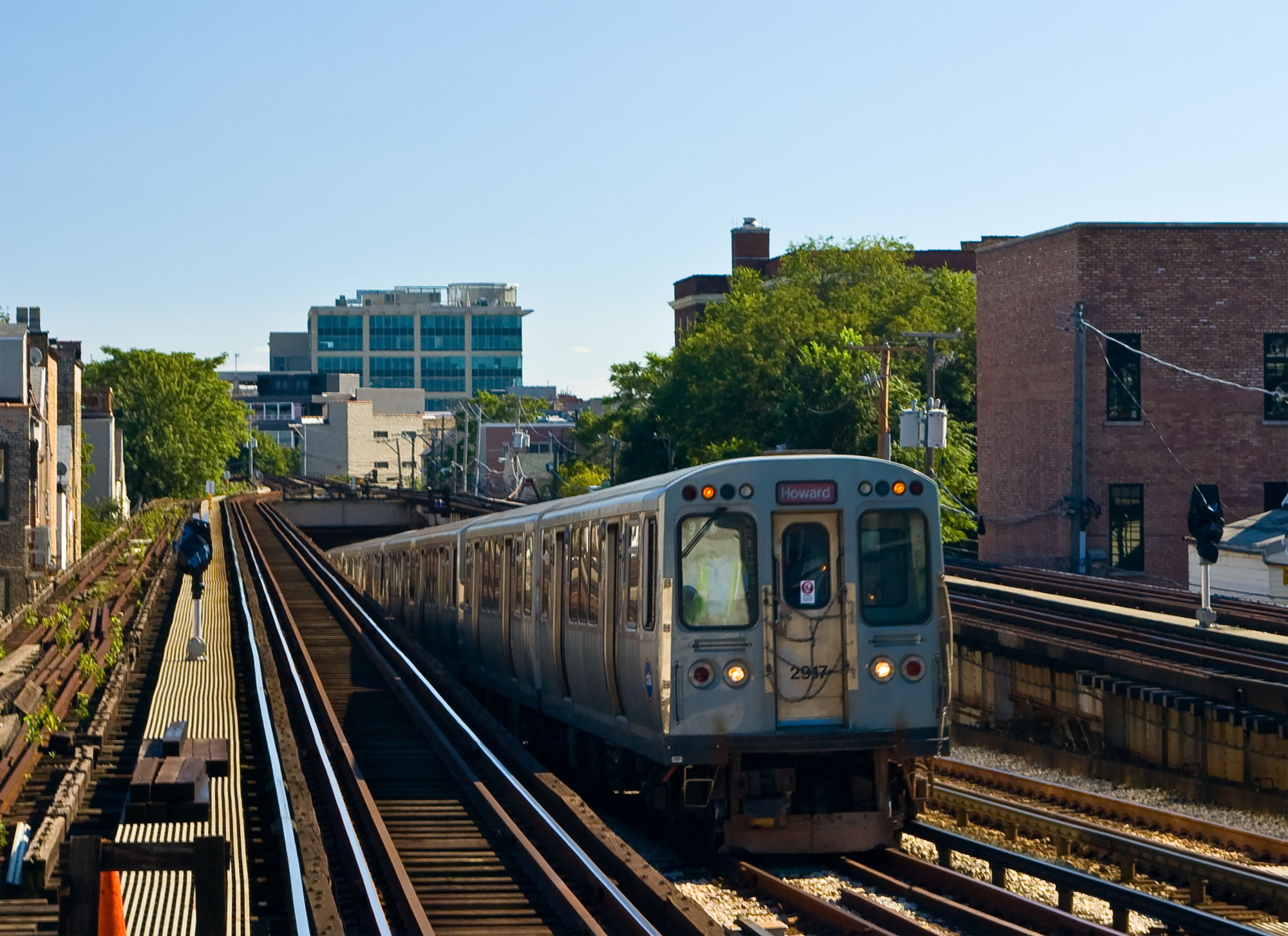
Línea Roja rumbo a «cielo abierto» por el tramo norte de Chicago

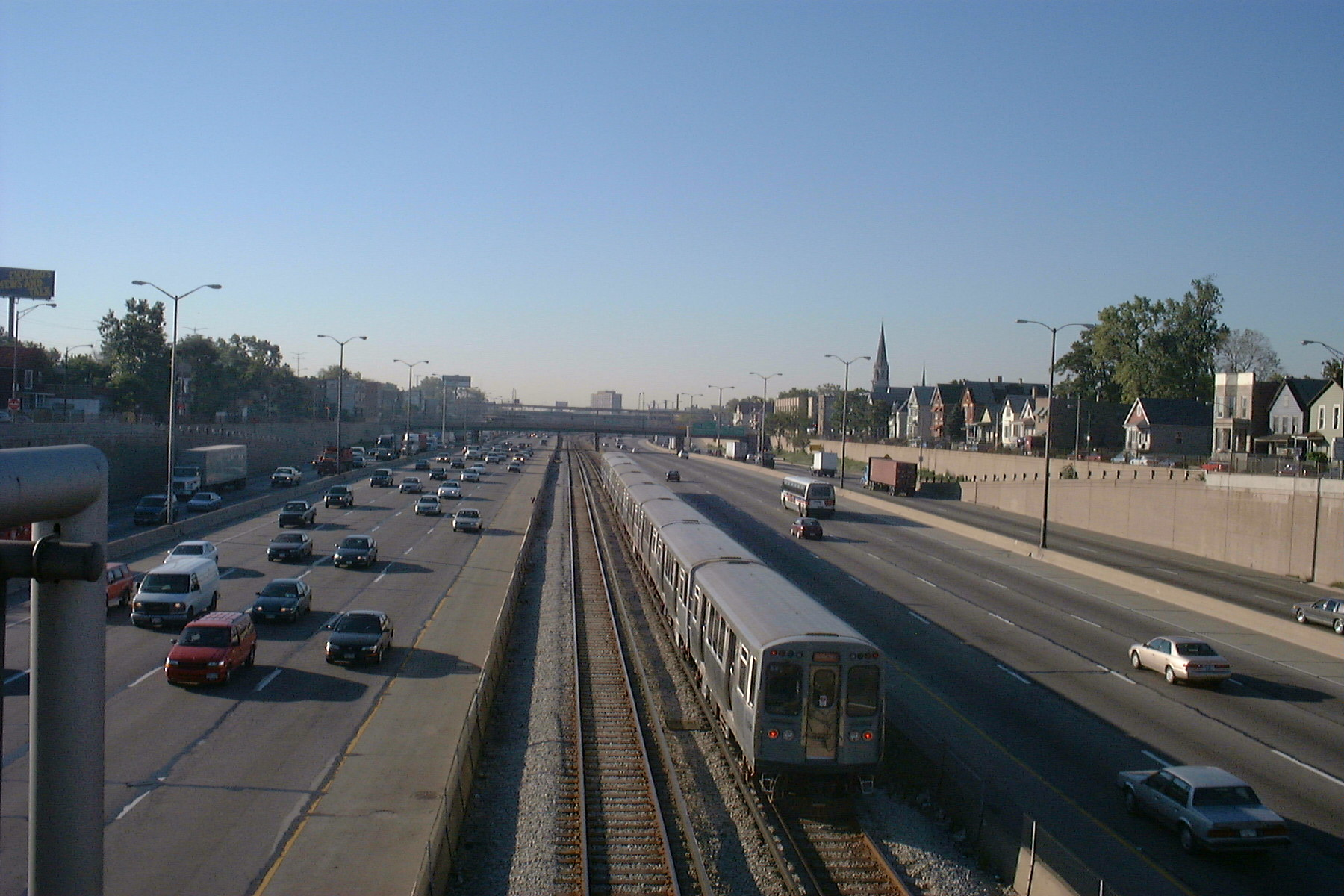
Línea Roja por el centro de la autopista Dan Ryan

La línea roja se extiende a lo largo de 35 kilómetros (21,8 millas) de norte a sur pasando por el centro de la ciudad, esta es la línea es la más pasajeros transporta con un promedio de 230 434 pasajeros por día de semana, sus estaciones son las siguientes:
- Howard
- Jarvis
- Morse
- Loyola
- Grandville
- Thorndale
- Bryn Mawr
- Berwyn
- Argyle
- Lawrence
- Wilson
- Sheridan
- Addison
- Belmont
- Fullerton
- North / Clybourn
- Clark / Division
- Chicago
- Grand
- Lake
- Monroe
- Jackson
- Harrison
- Roosvelt / State
- Cermak-Chinatown
- Sox 35th
- 47th street
- Garfield
- 63rd street
- 69th street
- 79th street
- 87th street
- 95th / Dan Ryan

### Línea Amarilla (Yellow Line)

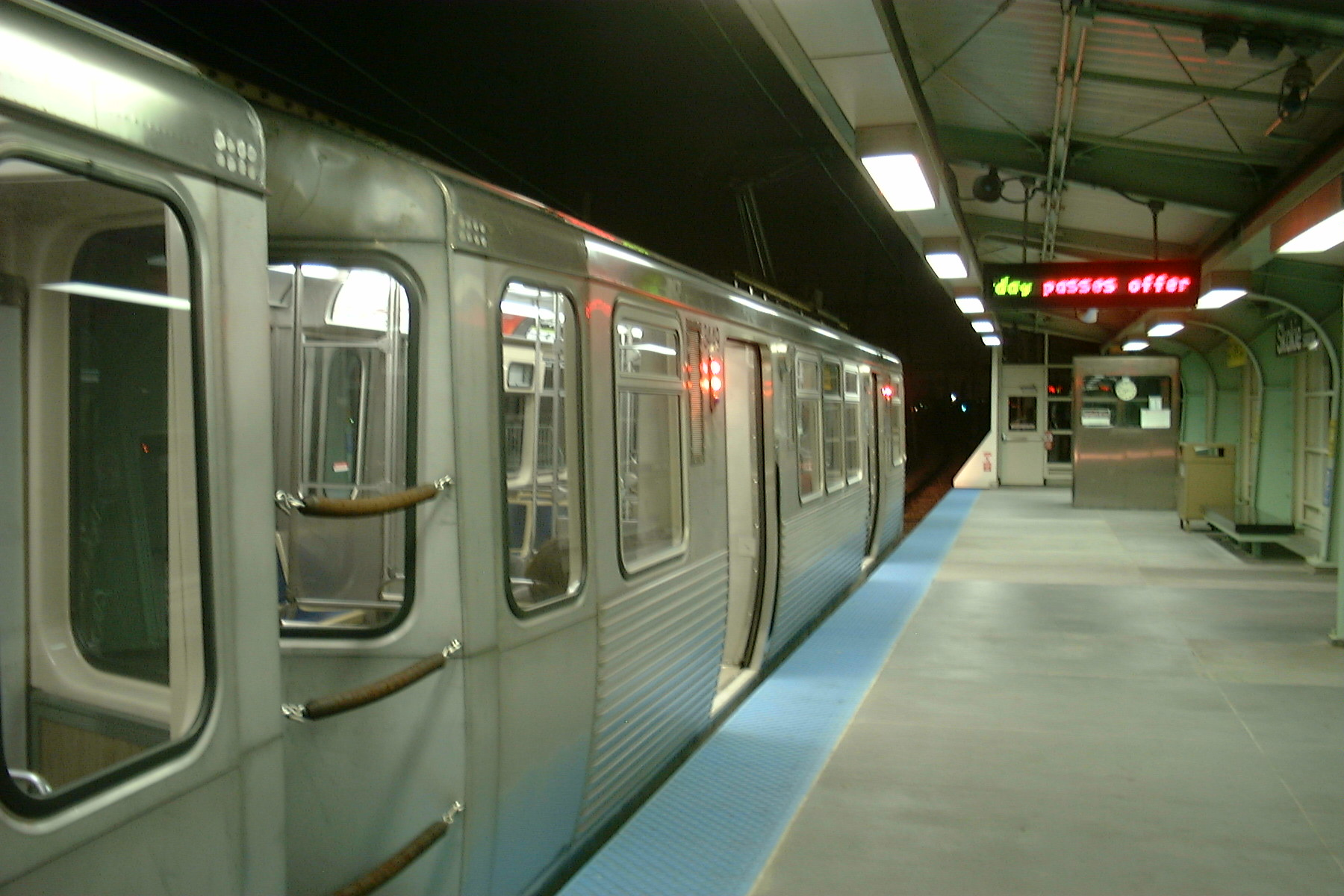
Coches en acero inoxidable fabricados por Morrison-Knudsen en la Estación terminal Dempster

La línea amarilla (antiguamente conocida como el «Skokie Swift») se encuentra en el norte de Chicago y se distingue por ser un servicio de lanzadera «expreso» desde la estación Howard (El cual comparten la línea roja y púrpura), hasta Skokie; su trayecto transcurre parcialmente en la superficie y por carril tipo trinchera y su longitud es de 8 km (4,7 millas), hasta el 2004, su corriente fue conducida en los tramos de superficie por catenarias con cambio a tercer riel llegando a la estación Howard. La línea discurre desde la terminal Dempster, en el suburbio de Skokie hasta el terminal de Howard Street en Chicago con conexiones directas al centro con lás líneas Púrpura y Roja. Hay planes para agregar una estación intermedia a la altura de la Avenida Oakton y una extensión de varios kilómetros hacia el norte. La línea transporta un promedio de 5000 pasajeros al día.
- Old Orchard Mall (extensión planificada)
- Dempster-Skokie
- Oakton-Skokie
- Howard

## Características de las estaciones
Debido a que la mayoría de las líneas están muy juntas, ciertas estaciones ofrecen conexión entre una estación de una línea y otra, servicio a discapacitados y estacionamiento.

### Estaciones que cuentan con conexión
Las siguientes estaciones son las que tienen conexión:
- Howard

Esta estación ofrece conexión entre las líneas:  Amarilla (yellow), Púrpura (purple) y Roja (red).
- Belmont

Esta estación ofrece conexión entre las líneas: Marrón (brown), Púrpura (purple) y Roja (red).
- Fullerton

Esta estación ofrece conexión a las lines de la anterior estación.
- Merchandise Mart

Esta estación ofrece conexión entre las líneas: Marrón (brown) y Púrpura (purple).
- Las estaciones Clark, State, Adams, Library y Washington

Ofrecen conexión entre las líneas: Naranja (orange), Rosada (pink), Púrpura (purple) y Marrón (brown)
- Jackson

Esta estación ofrece conexión entre las líneas: Azul (blue) y Roja (red).
- Las estaciones Lake y State

Tienen conexión en las líneas: Roja (red), Naranja (orange), Rosada (pink),  Púrpura (purple) y Marrón (brown).
- Roosevelt / Wabash

Esta estación ofrece conexión entre las líneas: Naranja (orange) y Verde (green).

### Estaciones que cuentan con acceso para discapacitados
En la línea Azul (blue) las siguientes estaciones cuentan con accesos para discapacitados:
- O'Hare
- Rosemont
- Cumberland
- Harlem / Higgins
- Jefferson Park
- Addison
- Logan Square
- Western
- Clark / Lake
- Jackson
- UIC-Halsted
- Illinois Medical Center
- Kedzie-Homan
- Forest Park

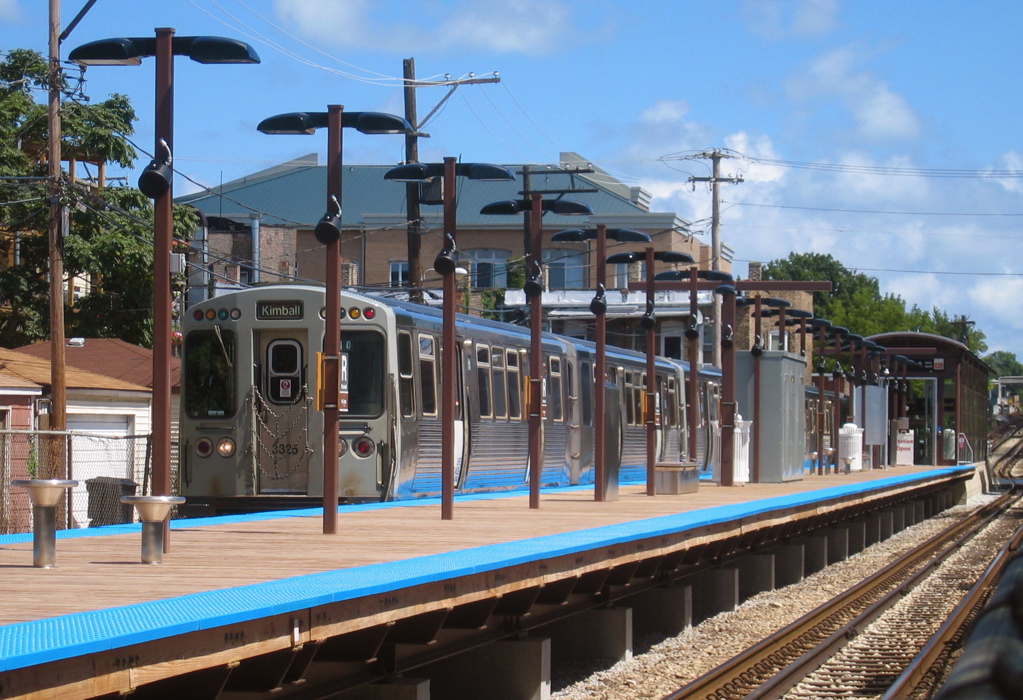
La renovada Estación Rockwell cuenta con accesos para discapacitados

En la línea Marrón (brown) las siguientes estaciones cuentan con accesos para discapacitados:
- Kimball
- Kedzie
- Francisco
- Rockwell
- Kimball
- Western
- Damen
- Montrose
- Irving Park
- Addison
- Paulina
- Southport
- Belmont
- Wellington
- Diversey
- Fullerton
- Armitage
- Sedgwick
- Chicago
- Merchandise Mart
- Washington / Wells
- Library / Van Buren
- Washington/Wabash
- Clark / Lake

En la línea Rosada (pink) las siguientes estaciones cuentan con accesos para discapacitados:
- 54th/Cermak
- Cicero
- Kostner
- Pulaski
- Central Park
- Kedzie
- California
- Western
- Damen
- 18th
- Polk
- Ashland
- Clinton
- Morgan
- Clark / Lake
- Washington/Wabash
- Library / Van Buren
- Washington / Wells

En la línea Verde (green) las siguientes estaciones cuentan con accesos para discapacitados:
- Ashland / 63
- Halsted
- East 63rd / Cottage Grove
- King Drive
- Garfield
- 51st
- 47th
- 43rd
- Indiana
- 35th-Bronzeville-IIT
- Roosevelt
- Clark / Lake
- Clinton
- Morgan
- Ashland / Lake
- California
- Kedzie
- Conservatory-Central Park Dr.
- Pulaski
- Cicero
- Laramie
- Central
- Harlem / Lake

En la línea Naranja (orange) las siguientes estaciones cuentan con accesos para discapacitados:
- Midway
- Pulaski
- Kedzie
- Western
- 35th / Archer
- Ashland
- Halsted
- Roosevelt
- Library / Van Buren
- Washington / Wells
- Clark / Lake
- Washington/Wabash

En la línea  Púrpura (purple) las siguientes estaciones cuentan con accesos para discapacitados:
- Linden
- Davis
- Howard
- Wilson
- Belmont
- Wellington
- Diversey
- Fullerton
- Armitage
- Sedgwick
- Chicago
- Merchandise Mart
- Clark / Lake
- Washington/Wabash
- Library / Van Buren
- Washington / Wells

En la línea Roja (red) las siguientes estaciones cuentan con accesos para discapacitados:
- Howard
- Loyola
- Granville
- Wilson
- Addison
- Belmont
- Fullerton
- Chicago
- Lake
- Jackson
- Roosevelt
- Cermak-Chinatown
- Sox-35th
- 47th
- Garfield
- 55th
- 69th
- 79th
- 87th
- 95 / Dan Ryan

En la línea Amarilla (yellow) las siguientes estaciones cuentan con accesos para discapacitados:
- Howard
- Oakton-Skokie
- Dempster-Skokie